# (227641) Nothomb
(227641) Nothomb ist ein im äußeren Hauptgürtel gelegener Asteroid. Er wurde am 28. Januar 2006 vom französischen Informatiker und Amateurastronomen Jean-Claude Merlin am vollautomatischen Ritchey-Chrétien-81-cm-Teleskop des Tenagra II Observatory in Nogales, Arizona (IAU-Code 926) entdeckt. Das Teleskop konnte Merlin bei der Entdeckung von Frankreich aus ansteuern. Mehrere Sichtungen des Asteroiden hatte es vorher schon gegeben, zum Beispiel am 7. Oktober 2004 unter der vorläufigen Bezeichnung 2004 TS348 an der auf dem Kitt Peak gelegenen Außenstation des Steward Observatory im Rahmen des Spacewatch-Projektes.
Der Asteroid ist Mitglied der Koronis-Familie, einer Gruppe von Asteroiden, die nach (158) Koronis benannt ist. Die zeitlosen (nichtoskulierenden) Bahnelemente von (227641) Nothomb sind fast identisch mit denjenigen von 27 weiteren Asteroiden, zu denen unter anderem (1223) Neckar und (15501) Pepawlowski gehören.
(227641) Nothomb wurde am 30. Januar 2010 nach der belgischen Schriftstellerin Amélie Nothomb benannt. In der Widmung wurde besonders ihr Roman „Mit Staunen und Zittern“ (original: Stupeur et Tremblements) aus dem Jahre 1999 hervorgehoben.